# 真珠の耳飾りの少女 (小説)

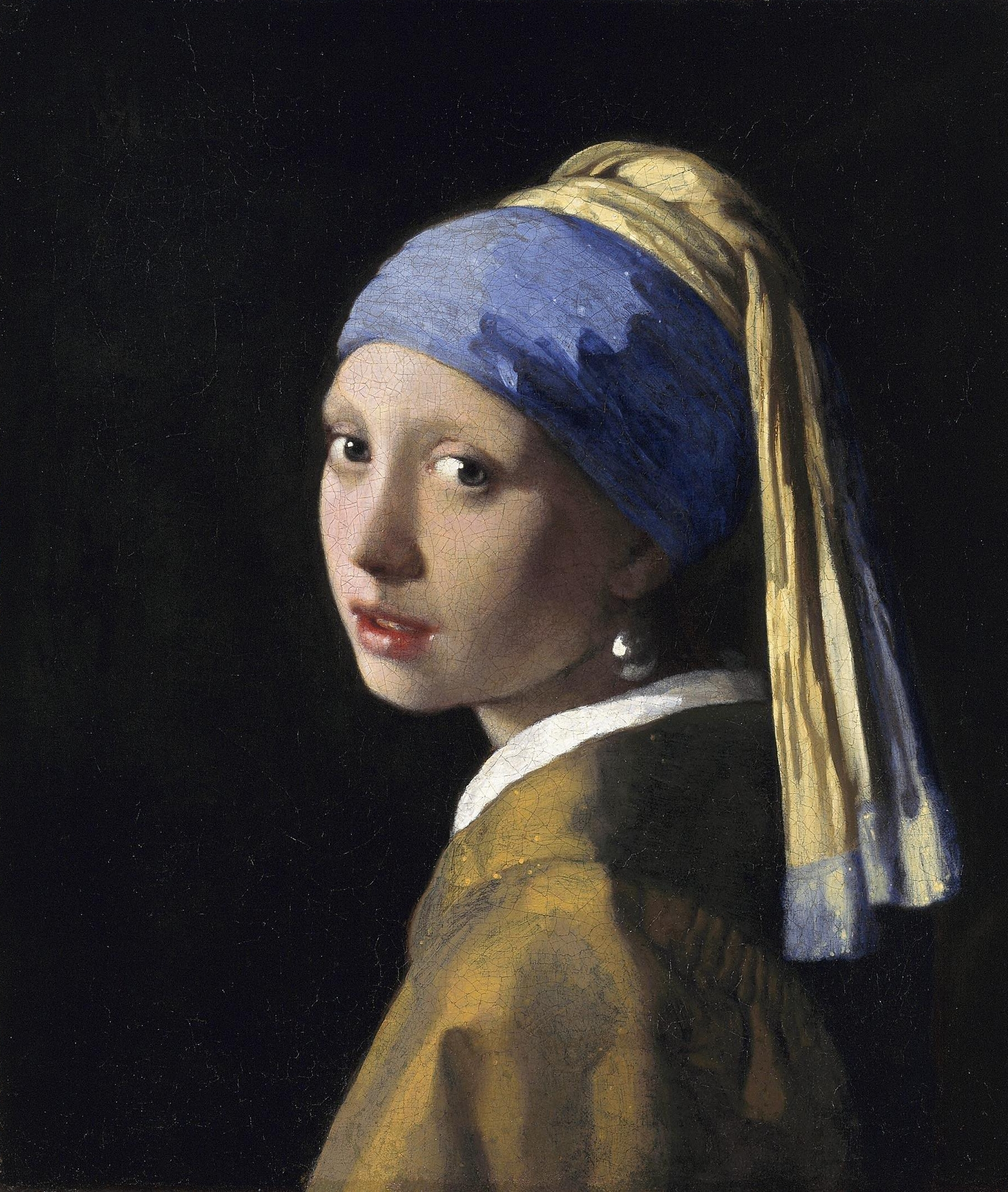
フェルメール『真珠の耳飾りの少女』

『真珠の耳飾りの少女』（しんじゅのみみかざりのしょうじょ、Girl with a Pearl Earring ）は、アメリカ合衆国出身の小説家トレイシー・シュヴァリエによって1999年に発表された歴史小説である。17世紀の画家フェルメールの絵画『真珠の耳飾りの少女』に着想を得た作品である。作者シュヴァリエが編集者から小説家へ転向して第2作として書いた作品。

## あらすじ
1664年。デルフトに暮らす16歳の少女フリートは父親が事故で視力を失ってしまい、家を離れなければならなくなる。父はタイル画家で職人のギルドのメンバーなので、そのおかげで画家ヨハネス・フェルメールの家のメイドの仕事が見つかる。この時代、身分の違いがかなり明白なので、メイドになるということは身分が下がったということである。というのもメイドというのは主人から盗んだり主人を探ったりあるいは主人と寝て男女関係になったりしがちなどと見なされ、評判がよろしくなく、低く見られる身分なのである。やっかいなことにフリートはプロテスタントであるのに、主人のフェルメールはこの地ではマイノリティという立場であり迫害されがちなカトリックである。フリートはフェルメール家の長女のマートゲと友人関係になるが、階級意識の強い母親カタリーナの考え方を継承した娘のコーネリアとは仲良くなれない。フェルメール家にはタネケという使用人がいるがこのタネケとうまくやってゆくのも難しい。
フェルメール家で働きはじめてかれこれ2年。自分の家に帰れるのは日曜だけであるが、フリートの家庭はすでに壊れてしまっている。弟のフランは家から出て見習い仕事をしているし、妹のアグネスは疫病で死んでしまった。市場の肉屋の息子のペーターはフリートのことを好きだと言うが、フリートは厳格に育てられた娘なのでそういうことは最初は拒む。だが貧しさに苦労している両親を楽にするためにペーターの好意を受け入れるほうに気持ちが傾く。
フリートは主人のフェルメールが描く絵画に次第に魅せられてゆく。フリートが芸術に関心があることに気付いたフェルメールは、フリートに近くにいてもらって絵の具の顔料を砕いたり混ぜたりする仕事を頼むようになる。そして臨時のモデルになる仕事も...。モデルとしてフェルメールに見つめられるフリート。フェルメールのそばで過ごす時間が長くなるにつれフェルメールの妻カタリーナは二人の関係を疑い始める。だがフェルメールの義母、つまりカタリーナの母のマーリア・ティンスはフリートがいることでフェルメールの仕事や将来に良い影響をもたらすと考え、フリートがフェルメールのそばにいることを容認する。それどころか、二人がもっと長い時間一緒にすごせば良いと考え、母娘の考えは対立する。一方、フリートはフェルメールの友人のアントニ・ファン・レーウェンフックから忠告される。フェルメールは芸術家であり、興味があるのは人間ではなくあくまで絵画という男。だから近づきすぎるのは止めておいたほうがよい、と。レーウェンフックの言う通りなのでフリートは警戒心を保つ。
フェルメールにはピーテル・ファン・ライフェンという裕福なパトロンつまり資金を提供している支援者がいるが、このライフェンがフェルメール家にメイドのフリートがいることに気づき、狙いをつけはじめる。このファンライフェンという男、すでにメイドを妊娠させたことがある男で、フリートと男女関係になるために、フェルメールに対して自分とフリートを一緒に絵画に描いてくれと心理的な圧力をかけはじめる。フリートもそれは嫌だがフェルメールもこの要求は受け入れがたいと感じる。困った末にフェルメールが考え出した策は、ファンライフェンとその家族の絵画を描く仕事はそれはそれで請け負い、それとは全然別に、フリートだけをモデルにした絵画をフェルメールが描いてファンライフェンに売ってさしあげる、というものであった。
こうしてフリートをモデルとした作品の制作が始まり、この絵のために、フェルメールは妻のイヤリングをフリートの耳に突き刺す。

## 評価
大当たりし、当時ベストセラーとなり、いくつもの賞にノミネートされた。そして2000年のBarnes & Noble Discover Awardを受賞した。
2003年には同名で映画化された。

## 翻訳
- 『真珠の耳飾りの少女』木下哲夫訳、白水社、2004年、ISBN 4-560-07146-2

## 関連文献
- 小林頼子『フェルメール論 神話解体の試み』（増補新装版）八坂書房、2008年7月。ISBN 978-4-89694-913-1。
- “Catharina and Johannes: Did Vermeer Ever Paint his Wife Catharina?”.   Essential Vermeer.com website. 2025年2月8日閲覧。